# Luigi Alessandro di Borbone (1747-1768)
Luigi Alessandro di Borbone (Louis Alexandre Joseph Stanislas; Parigi, 6 settembre 1747 – Louveciennes, 6 maggio 1768) era il figlio ed erede di Luigi Giovanni Maria di Borbone-Penthièvre, nipote di Luigi XIV attraverso il figlio legittimato del re, Luigi Alessandro di Borbone. Fu noto con il titolo di principe di Lamballe dalla nascita. Fu il marito della principessa Maria Luisa di Savoia, Mademoiselle de Carignan, che dopo la sua morte diventò un'amica intima della regina Maria Antonietta e fu brutalmente uccisa durante la rivoluzione francese. Premorì a suo padre e morì senza figli.

## Biografia

### Infanzia

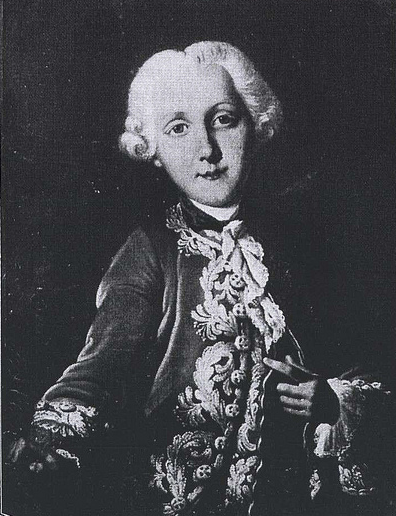
Luigi Alessandro da bambino

Luigi Alessandro nacque il 6 settembre 1747 all'Hôtel de Toulouse (oggi sede della Banque de France, nel I distretto di Parigi), la residenza parigina della sua famiglia. Suo padre, Luigi Giovanni Maria di Borbone, duc de Penthièvre, era l'unico figlio legittimo di Luigi Alessandro di Borbone, il minore dei figli maschi legittimati di re Luigi XIV e di Madame de Montespan. Sua madre, la principessa Maria Teresa Felicita d'Este, figlia di Francesco III d'Este, duca di Modena e Reggio, era anch'ella una discendente di Madame de Montespan e imparentata con il Casato d'Orléans. Il prince de Lamballe, come fu noto per tutta la sua vita, era il secondo di sette figli e l'unico figlio maschio sopravvissuto della coppia.
Alla morte di suo fratello maggiore Luigi Giovanni Maria di Borbone, il principe di Lamballe diventò l'erede della fortuna dei Penthièvre, la maggior parte della quale era stata estorta da Luigi XIV alla cugina senza figli la Grande Mademoiselle, e data al figlio maggiore legittimato di Luigi XIV, Luigi Augusto di Borbone, duc du Maine. Il suo titolo, prince de Lamballe, proveniva da una delle seigneuries possedute da suo padre; non era né un principato sovrano, né un titolo giuridico, piuttosto era un titre de courtoisie. Sua madre morì di parto nel 1754 all'età di ventisette anni.

### Matrimonio

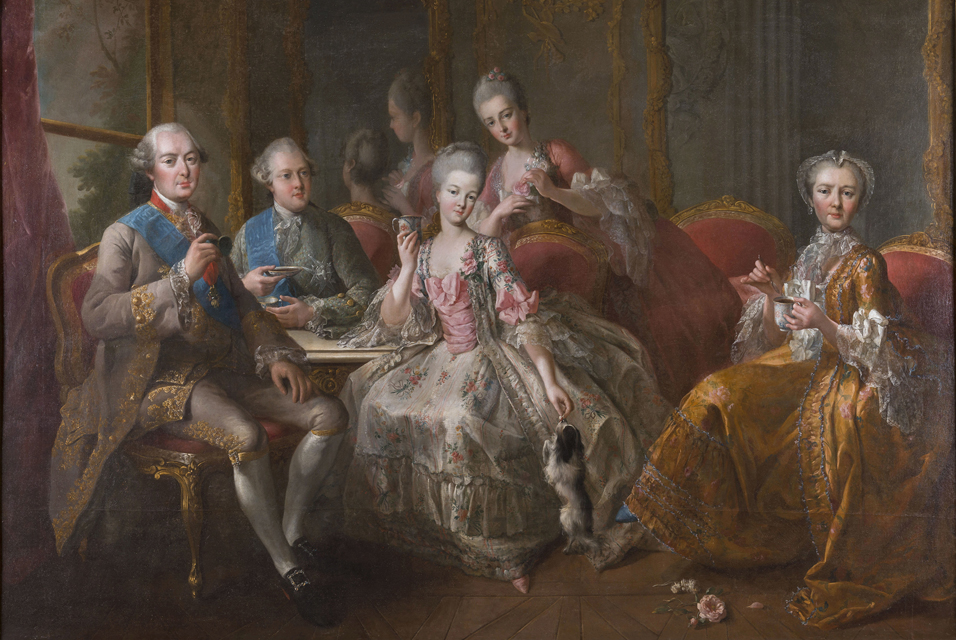
Ritratto di gruppo raffigurante il principe di Lamballe (Luigi Alessandro di Borbone) in compagnia di suo padre, Luigi Giovanni Maria di Borbone, duca di Penthièvre, di sua moglie, Maria Teresa Luisa di Savoia-Carignano, principessa di Lamballe, col suo cane, di sua sorella, Luisa Maria Adelaide di Borbone, detta "Mademoiselle" di Penthièvre, futura duchessa d'Orléans e di sua nonna paterna, Marie Victoire de Noailles, contessa di Tolosa. Durante la Rivoluzione francese la principessa verrà decapitata e la sua testa sarà messa dai rivoluzionari su di una picca

Suo padre gli scelse come sposa la principessa italiana Maria Luisa Teresa di Savoia, Mademoiselle de Carignan. Le celebrazioni nuziali durarono dal 17 gennaio 1767 fino al 27 gennaio, con feste a Torino e Nangis. Prima del matrimonio, Luigi Alessandro, ansioso di vedere la sua futura sposa, andò di nascosto dove Maria Luisa si trovava. La incontrò travestito da semplice servitore del paese e le offrì un bouquet di fiori in nome del suo "padrone". Durante la cerimonia di nozze del giorno successivo, la principessa fu scioccata nello scoprire che l'uomo umile del giorno precedente era in realtà il principe stesso. Dopo la cerimonia, per la loro luna di miele, Luigi Alessandro e la sua sposa rimasero al castello di Nangis.

### Morte

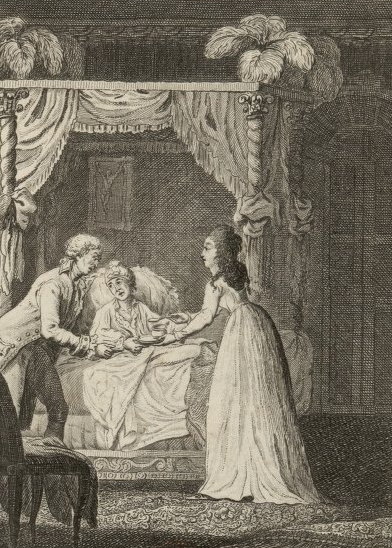
La morte del principe di Lamballe nel 1768

Il principe di Lamballe morì dopo poco più di un anno al castello di Louveciennes, il 6 maggio 1768.
Come conseguenza della sua morte, tutti i beni dei Borbone (Penthièvre) passarono, alla morte anche di suo padre nel 1793, alla sua sorella minore Luisa Maria Adelaide di Borbone, la quale sposò Luigi Filippo II di Borbone-Orléans, duca di Chartres, uno dei cugini di sua madre, nel 1769. Ella divenne a sua volta duchessa d'Orléans alla morte del suocero, nel 1785, dopo dieci anni dalla morte del fratello.

## Ascendenza
|                                       |                    |                                             | Genitori                                    |  |  | Nonni |  |  | Bisnonni                |  |  | Trisnonni                 |  |
|                                       |                    |                                             |                                             |  |  |       |  |  | 8. Luigi XIV di Francia |  |  | 16. Luigi XIII di Francia |  |
|                                       |                    |                                             |                                             |  |  |       |  |  | 8. Luigi XIV di Francia |  |  | 16. Luigi XIII di Francia |  |
|                                       |                    | 17. Anna d'Asburgo                          |                                             |  |  |       |  |  | 8. Luigi XIV di Francia |  |  |                           |  |
| 4. Luigi Alessandro di Borbone        |                    |                                             |                                             |  |  |       |  |  | 8. Luigi XIV di Francia |  |  |                           |  |
|                                       |                    | 9. Françoise-Athénaïs di Montespan          | 18. Gabriel de Rochechouart de Mortemart    |  |  |       |  |  |                         |  |  |                           |  |
|                                       |                    | 9. Françoise-Athénaïs di Montespan          | 18. Gabriel de Rochechouart de Mortemart    |  |  |       |  |  |                         |  |  |                           |  |
|                                       |                    | 9. Françoise-Athénaïs di Montespan          | 19. Diane de Grandseigne                    |  |  |       |  |  |                         |  |  |                           |  |
| 2. Luigi Giovanni Maria di Borbone    |                    | 9. Françoise-Athénaïs di Montespan          |                                             |  |  |       |  |  |                         |  |  |                           |  |
|                                       |                    | 10. Anne Jules di Noailles                  | 20. Anne de Noailles                        |  |  |       |  |  |                         |  |  |                           |  |
|                                       |                    | 10. Anne Jules di Noailles                  | 20. Anne de Noailles                        |  |  |       |  |  |                         |  |  |                           |  |
|                                       |                    | 10. Anne Jules di Noailles                  | 21. Louise Boyer                            |  |  |       |  |  |                         |  |  |                           |  |
| 5. Marie Victoire de Noailles         |                    | 10. Anne Jules di Noailles                  |                                             |  |  |       |  |  |                         |  |  |                           |  |
|                                       |                    | 11. Marie Françoise de Bournonville         | 22. Ambroise François de Bournonville       |  |  |       |  |  |                         |  |  |                           |  |
|                                       |                    | 11. Marie Françoise de Bournonville         | 22. Ambroise François de Bournonville       |  |  |       |  |  |                         |  |  |                           |  |
|                                       |                    | 11. Marie Françoise de Bournonville         | 23. Lucrèce-Françoise                       |  |  |       |  |  |                         |  |  |                           |  |
| 1. Luigi Alessandro di Borbone        |                    | 11. Marie Françoise de Bournonville         |                                             |  |  |       |  |  |                         |  |  |                           |  |
|                                       | 12. Rinaldo d'Este | 24. Francesco I d'Este                      |                                             |  |  |       |  |  |                         |  |  |                           |  |
|                                       | 12. Rinaldo d'Este | 24. Francesco I d'Este                      |                                             |  |  |       |  |  |                         |  |  |                           |  |
|                                       | 12. Rinaldo d'Este | 25. Lucrezia Barberini                      |                                             |  |  |       |  |  |                         |  |  |                           |  |
| 6. Francesco III d'Este               | 12. Rinaldo d'Este |                                             |                                             |  |  |       |  |  |                         |  |  |                           |  |
|                                       |                    | 13. Carlotta Felicita di Brunswick-Lüneburg | 26. Giovanni Federico di Brunswick-Lüneburg |  |  |       |  |  |                         |  |  |                           |  |
|                                       |                    | 13. Carlotta Felicita di Brunswick-Lüneburg | 26. Giovanni Federico di Brunswick-Lüneburg |  |  |       |  |  |                         |  |  |                           |  |
|                                       |                    | 13. Carlotta Felicita di Brunswick-Lüneburg | 27. Benedetta Enrichetta del Palatinato     |  |  |       |  |  |                         |  |  |                           |  |
| 3. Maria Teresa Felicita d'Este       |                    | 13. Carlotta Felicita di Brunswick-Lüneburg |                                             |  |  |       |  |  |                         |  |  |                           |  |
|                                       |                    | 14. Filippo II di Borbone-Orléans           | 28. Filippo I di Borbone-Orléans            |  |  |       |  |  |                         |  |  |                           |  |
|                                       |                    | 14. Filippo II di Borbone-Orléans           | 28. Filippo I di Borbone-Orléans            |  |  |       |  |  |                         |  |  |                           |  |
|                                       |                    | 14. Filippo II di Borbone-Orléans           | 29. Elisabetta Carlotta del Palatinato      |  |  |       |  |  |                         |  |  |                           |  |
| 7. Carlotta Aglaia di Borbone-Orléans |                    | 14. Filippo II di Borbone-Orléans           |                                             |  |  |       |  |  |                         |  |  |                           |  |
|                                       |                    | 15. Francesca Maria di Borbone-Francia      | 30. Luigi XIV di Francia (= 8)              |  |  |       |  |  |                         |  |  |                           |  |
|                                       |                    | 15. Francesca Maria di Borbone-Francia      | 30. Luigi XIV di Francia (= 8)              |  |  |       |  |  |                         |  |  |                           |  |
|                                       |                    | 15. Francesca Maria di Borbone-Francia      | 31. Françoise-Athénaïs di Montespan (= 9)   |  |  |       |  |  |                         |  |  |                           |  |
|                                       |                    | 15. Francesca Maria di Borbone-Francia      |                                             |  |  |       |  |  |                         |  |  |                           |  |

## Titoli e trattamento
- 6 settembre 1747 – 6 maggio 1768: Sua Altezza Serenissima, il Principe di Lamballe